# Anaplectoides signata
Anaplectoides signata là một loài bướm đêm trong họ Noctuidae.